# Щецинське побережжя

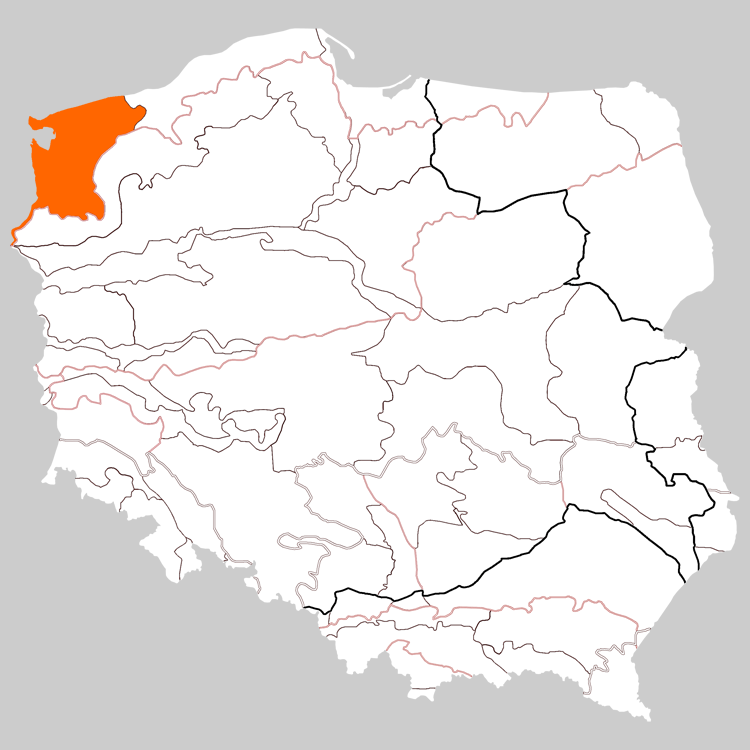
Щецинське побережжя на фізико-географічній карті Польщі.

Ще́цинське побере́жжя (пол. Pobrzeże Szczecińskie, нім. Stettiner Küstenland) (313.2-3) — фізико-географічний макрорегіон в північно-західній Польщі. Займає території навколо Щецинської затоки, гирла Одри та берегів Поморської бухти.
У Польщі займає приблизно 8 тис. км². Воно досить різноманітне за ландшафтом. Важливі міста: Щецин, Старгард, Свіноуйсьце, Полиці, Голенюв, Ґрифіно, Ґрифиці, Пижиці, Камінь Поморський, Новогард, Тшебятув, Волін.
У її межах виділяють одинадцять мезорайонів:
- Узнам і Волін
- Тшебятовське побережжя
- Вкшанська рівнина (яку також називають Полицькою рівниною)
- Долина нижньої Одри
- Голенівська рівнина
- Щецинська височина
- Букові пагорби
- Велтинська рівнина
- Пижицько-Старгардська рівнина
- Новогардська рівнина
- Ґрифицька рівнина